# Даваня
Дава̀ня (на италиански: Davagna; на лигурски: Dägna, Даня) е село и община в Северна Италия, провинция Генуа, регион Лигурия. Разположено е на 552 m надморска височина. Населението на общината е 1926 души (към 2011 г.).